# Tampolli

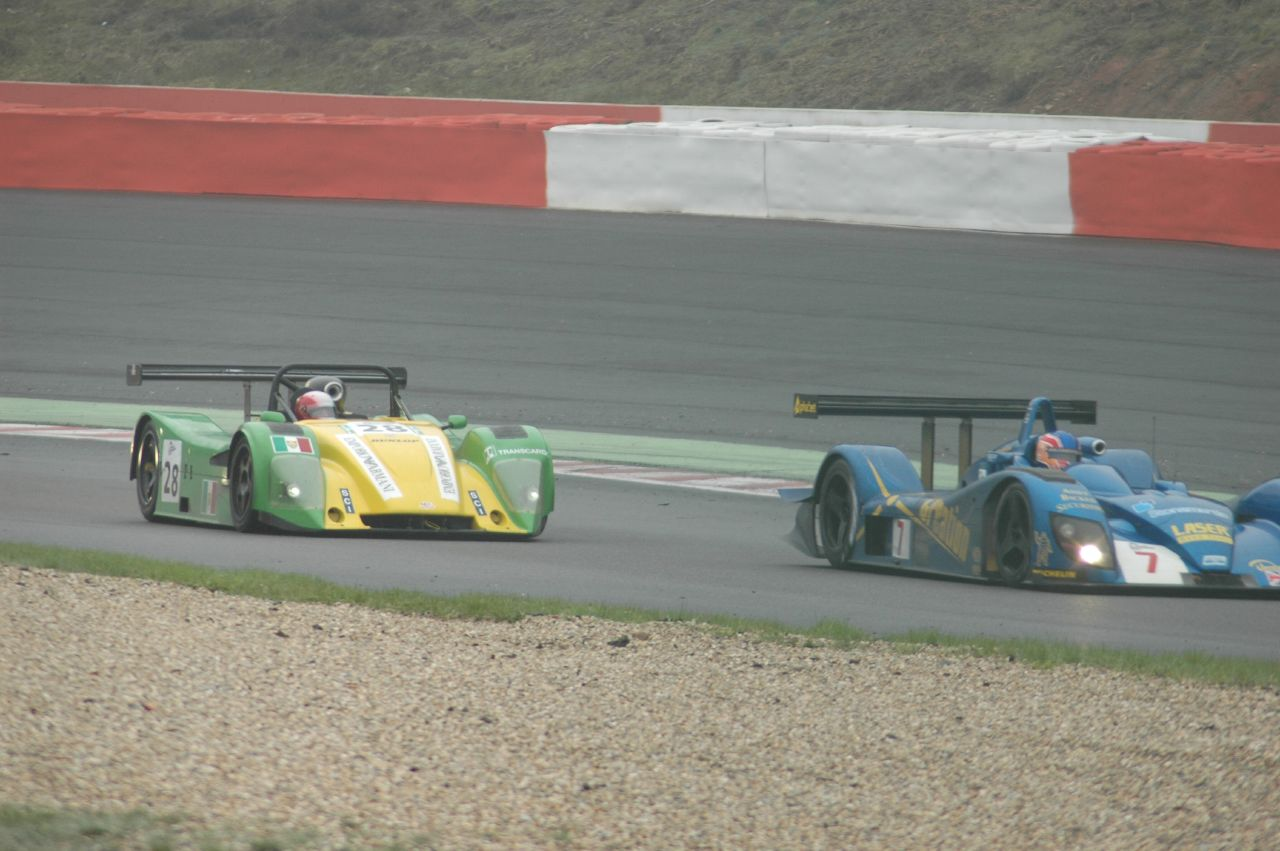
Tampolli RTA-2001 di Ranieri Randaccio (livrea verde e gialla)

La Tampolli Engineering è una casa costruttrice di telai per vetture da corsa specializzata nella costruzioni di sport prototipi.

## Competizioni
Le auto Tampolli hanno gareggiato in diversi campionati sport prototitpi dalla Le Mans Series, al Campionato Italiano Prototipi, in altre competizioni sia nazionali che internazionali e nelle gare di cronoscalata.

## Modelli
Lista parziale di modelli costruiti:

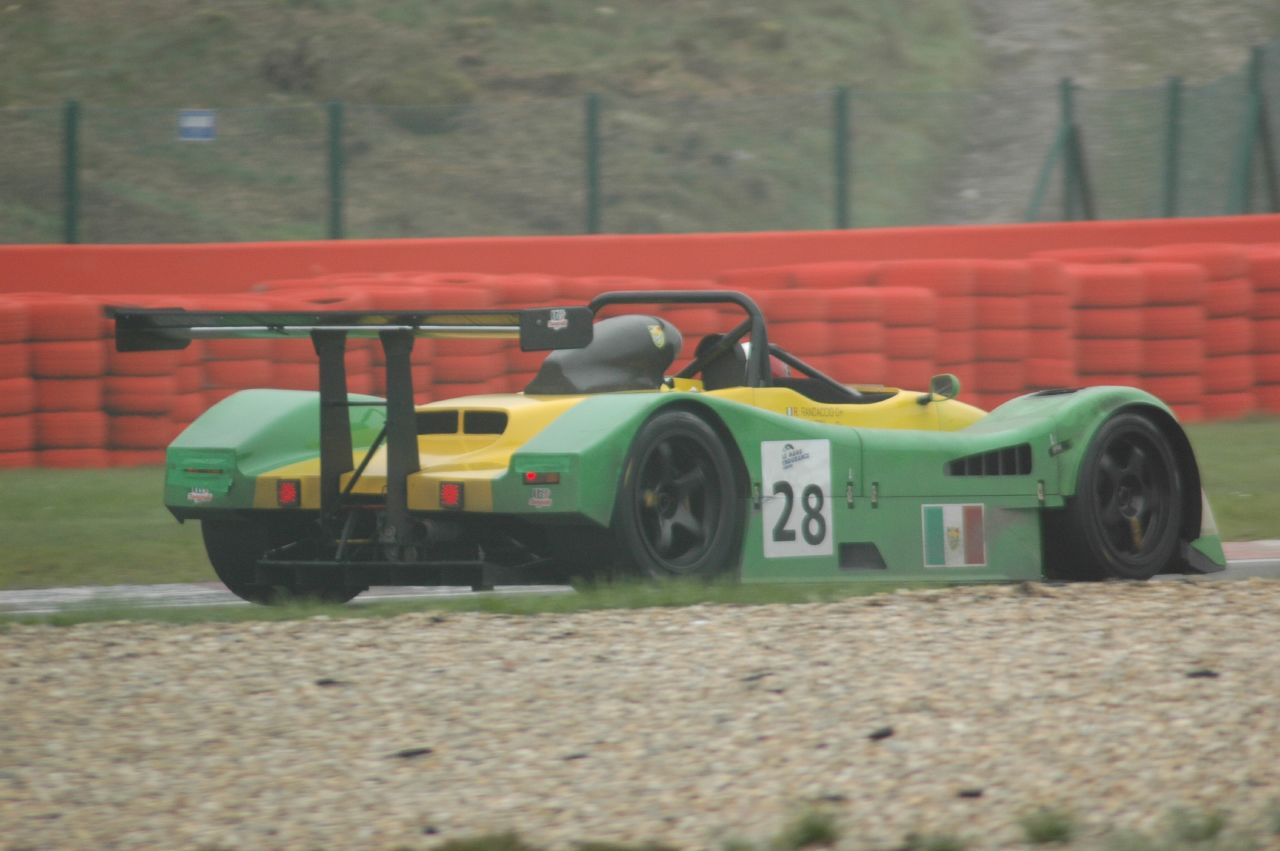
Tampolli RTA-2001

- Tampolli RTA 01
- Tampolli RTA 02
- Tampolli RTA-98
- Tampolli SR1
- Tampolli SR2 RTA-2001
- Tampolli SR2 RTA-99